# AC 3000ME
AC 3000ME är en sportbil, tillverkad av den brittiska biltillverkaren AC Cars mellan 1979 och 1984. 
Det tidiga sjuttiotalet var tuffa år för AC och efter oljekrisen 1973 upphörde tillverkningen av företagets V8-försedda GT-bilar. AC visade upp en prototyp till en ny modell på bilsalongen i London 1973, med mittmonterad V6-motor från Ford. Bilen hade chassi i stål, medan karossen var gjord i plast. 
Problem under utvecklingen, i kombination med företagets dåliga ekonomi gjorde att tillverkningen av AC 3000ME startade först 1979. Förhoppningar om att kunna sälja 250 bilar per år grusades snart och när tillverkningen lades ned 1984 hade AC inte byggt fler än 82 bilar.